# ウィンダム郡 (バーモント州)
座標: 北緯42度59分 西経72度43分 / 北緯42.99度 西経72.72度
ウィンダム郡（英: Windham County）は、アメリカ合衆国バーモント州にある郡。人口は4万5905人（2020年）。郡庁所在地はニューフェインである。

## 地理
アメリカ合衆国国勢調査局によると、この郡は総面積2,067 km2 （798 mi2）である。このうち2,043 km2 （789 mi2）が陸地で、24 km2 （9 mi2）が水面である。総面積の1.18%が水面となっている。

### 隣接する郡
- ウィンザー郡(Windsor County)（北）
- サリバン郡 (ニューハンプシャー州)(Sullivan County)（北東）
- チェシャー郡 (ニューハンプシャー州)(Cheshire County)（東）
- フランクリン郡 (マサチューセッツ州)(Franklin County)（南）
- ベニントン郡(Bennington County)（西）

## 人口動静

2000年国勢調査時のウィンダム郡の人口ピラミッド

2000年国勢調査で、この郡は44,216人、18,375世帯、及び11,447家族が暮らしている。人口密度は22/km2 （56/mi2）で、13/km2 （34/mi2）の平均的な密度に27,039軒の住居が建っている。この郡の人種的構成は白人96.72%、黒人およびアフリカン・アメリカン0.50%、先住民0.22%、アジア系0.79%、太平洋諸島系0.04%、その他の人種0.32%、及び混血1.42%で、人口の1.11%がヒスパニックまたはラテン系である。住民の18.1%がイングランド系、13.3%がアイルランド系、9.5%がフランス系、8.9%がアメリカ系、7.7%がドイツ系、6.0%がイタリア系、5.0%がフランス系カナダ人の子孫で、95.9%の住民が英語、1.3%がスペイン語、1.2%がフランス語を母語としている。
18,375世帯のうち、29.90%は18歳未満の子供と暮らしており、49.20%は夫婦で生活している。9.60%は未婚の女性が世帯主であり、37.70%は家族以外の住人と同居している。29.70%は独身の居住者が住んでおり、10.20%は65歳以上で独居である。1世帯あたりの平均人数は2.35人であり、家庭の場合は2.91人である。
郡内の住民は23.50%が18歳未満の未成年、18歳以上24歳以下が7.10%、25歳以上44歳以下が28.10%、45歳以上64歳以下が27.20%、及び65歳以上が14.00%にわたっている。中央値年齢は40歳である。女性100人ごとに対して男性は95.00人いて、18歳以上の女性100人ごとに対して男性は91.80人いる。
この郡の世帯ごとの平均的な収入は38,204米ドルであり、家族ごとでは46,989米ドルである。男性の31,094米ドルに対して女性は24,650米ドルの平均的な収入がある。この郡の一人当たりの収入（per capita income）は20,533米ドルである。人口の9.40%及び家族の6.10%は貧困線以下である。18歳未満の12.00%及び65歳以上の7.90%は貧困線以下の生活を送っている。

## 政治
2006年に、ウィンダム郡のダマーズトン、マールボロ、ニューフェイン、ストラットンの4町は当時のブッシュ大統領の弾劾決議案を支持する決議を承認した。
ウィンダム郡は2004年と2008年の大統領選挙で、ともに州内で最も民主党に投票した割合が高かった。そのうち2004年の大統領選挙では、州全体では民主党のジョン・ケリー候補が共和党のジョージ・W・ブッシュを20.1%上回っていたが、その中でもウィンダム郡では35.2%の差でケリーが上回っていた。2008年の選挙でも、州全体では民主党のバラク・オバマ候補が共和党のジョン・マケイン候補を37%上回っていたが、郡では48.1%の圧倒的な差でオバマがマケインを上回っていた。

## 郡の法執行
ウィンダム郡保安官局は、郡内のブラトルボロのような大きな町以外の地域では法執行の重要な礎となっている。また、その他の大きな町でもバーモント州警察と契約を結んでそれぞれ法を執行している。

## 市町村

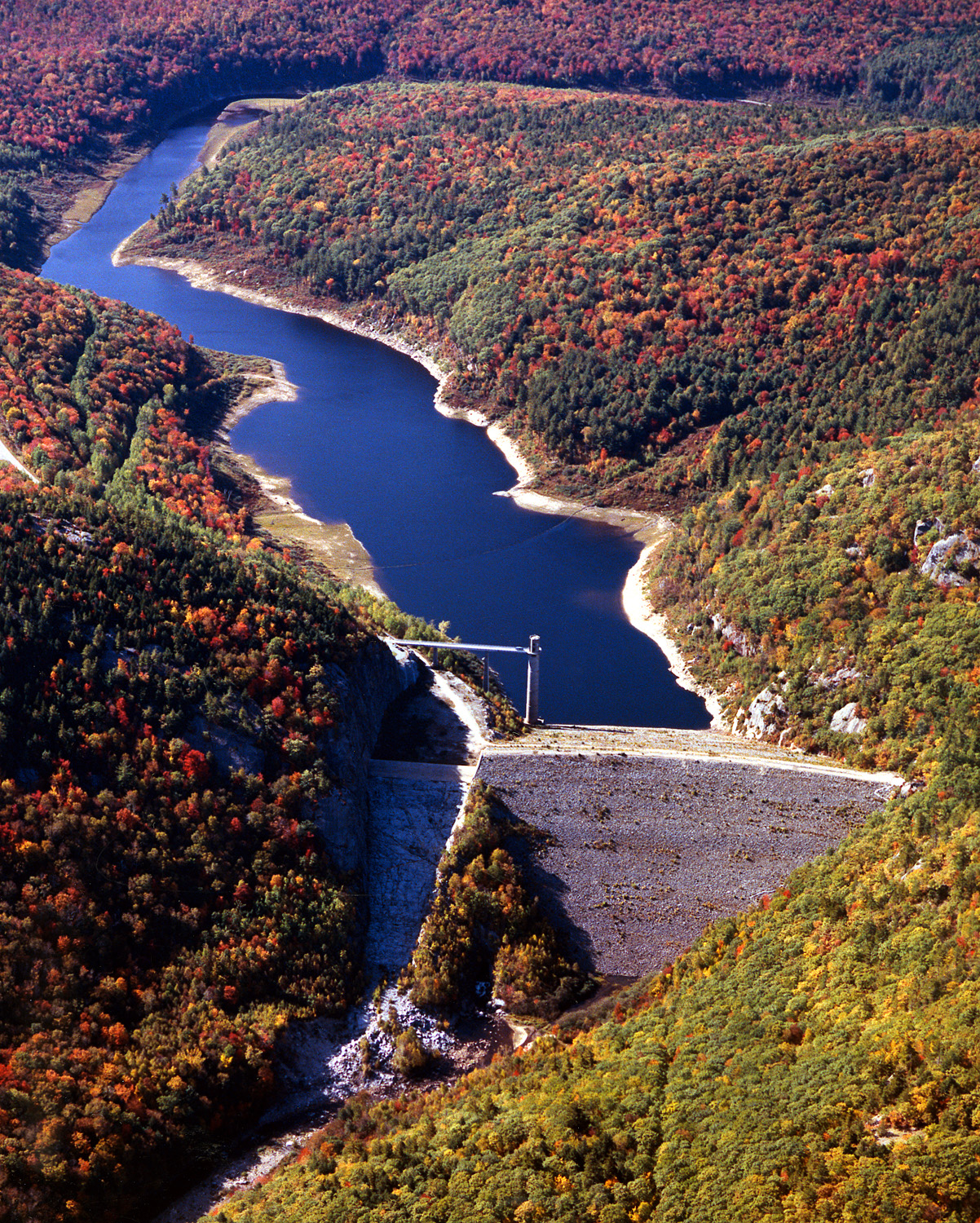
郡内にあるボール・マウンテンダムとその湖。ダムは河川の水かさ調節のため、アメリカ陸軍工兵隊によって建設された。

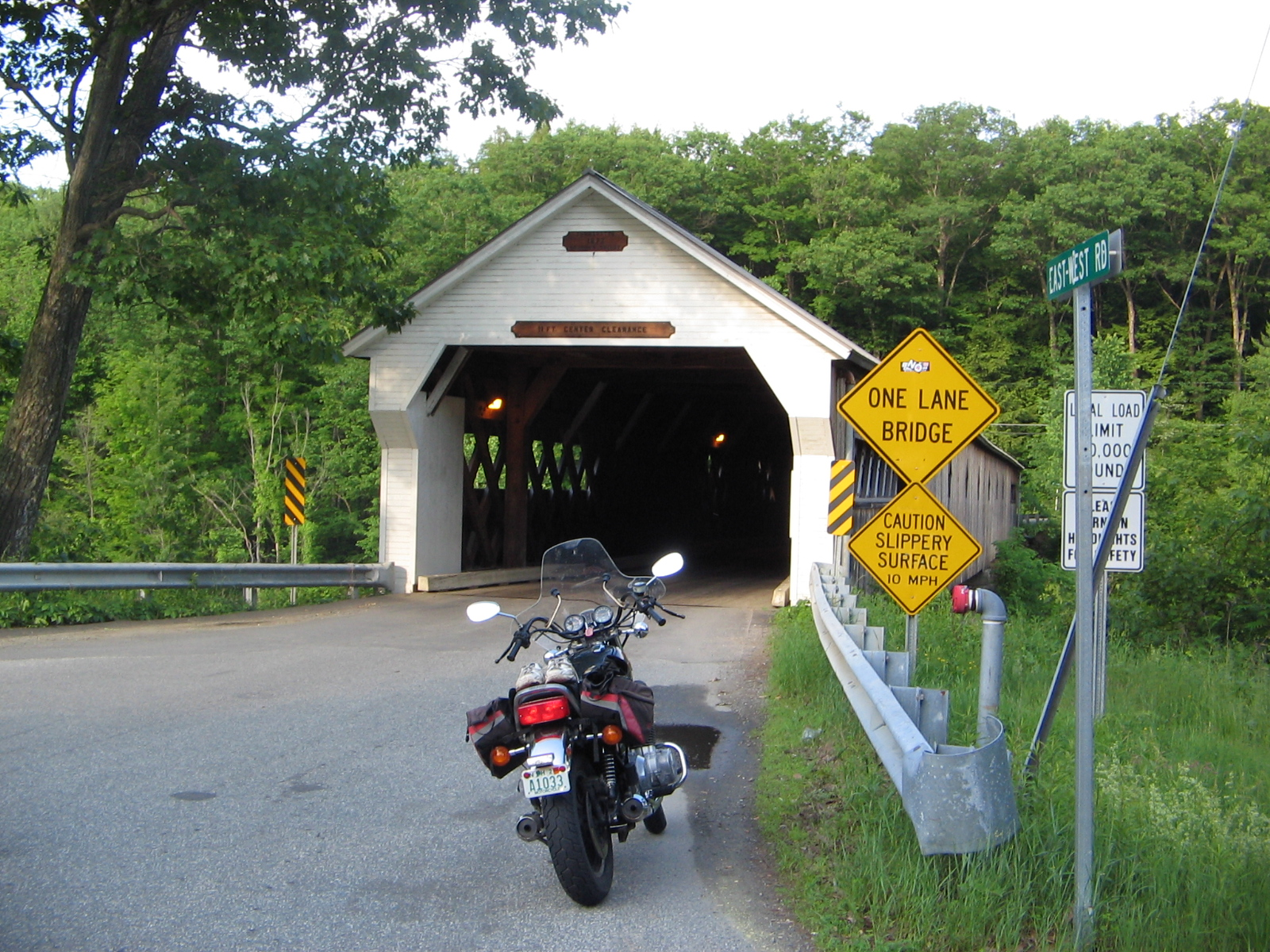
ダマーズトンにあるダマーズトン屋根付橋。

- アテネ（en:Athens, Vermont）
- ブラトルボロ
  - ウエスト・ブラトルボロ（en:West Brattleboro, Vermont） - ブラトルボロ内の国勢調査指定地域（CDP）
- ブルックライン（en:Brookline, Vermont）
- ドーバー（en:Dover, Vermont）
- ダマーズトン（en:Dummerston, Vermont）
- グラフトン（en:Grafton, Vermont）
- ギルフォード（en:Guilford, Vermont）
  - アルジェ（en:Algiers, Vermont） - ギルフォード内の非行政コミュニティー
- ハリファックス（en:Halifax, Vermont）
- ジャマイカ（en:Jamaica, Vermont）
- ロンドンデリー（en:Londonderry, Vermont）
- マールボロ（en:Marlboro, Vermont）
- ニューフェイン（郡庁所在地）
  - ニューフェイン・ヴィレッジ（en:Newfane (village), Vermont）
- パットニー（en:Putney, Vermont）
- ロッキンガム（en:Rockingham, Vermont）
  - ベローズ・フォールズ（en:Bellows Falls, Vermont） - ロッキンガム内の村
  - サクストンズ・リバー（en:Saxtons River, Vermont） - ロッキンガム内の村
- サマセット（en:Somerset, Vermont）
- ストラットン（en:Stratton, Vermont）
- タウンゼント（en:Townshend, Vermont）
- ヴァーノン（en:Vernon, Vermont）
- ワーズボロ（en:Wardsboro, Vermont）
- ウエストミンスター（en:Westminster (town), Vermont）
  - ノース・ウエストミンスター（en:North Westminster, Vermont） - ウエストミンスター内の村
- ホワイティンガム（en:Whitingham, Vermont）
  - ジャクソンヴィル（en:Jacksonville, Vermont） - ホワイティンガム内の村
- ウィルミントン（en:Wilmington, Vermont）
- ウィンダム（en:Windham, Vermont）

村 (Villeage) は国勢調査時の地域区分で、それぞれの村が必ずしも法人組織を持つというわけではない。